# Le Torrent (recueil)
Le Torrent est un recueil de nouvelles d'Anne Hébert paru en 1950.  C'est également le titre de la longue nouvelle qui ouvre ce recueil et qui peut s'apparenter à un court roman.

## Historique
Avant d'être le texte d'ouverture du recueil homonyme, Anne Hébert avait publié une première version abrégée du Torrent en décembre 1948, dans la revue Amérique française sous le titre Au bord du torrent. Elle remanie son texte et en donne la version intégrale pour la parution en volume.
Le recueil original Le Torrent, publié à compte d'auteur et distribué par Beauchemin en 1950, contient cinq textes. Une seconde édition, augmentée de deux nouvelles, est parue chez HMH en 1963. Une édition des sept nouvelles est reprise en 1965 au Seuil. Le recueil sera également repris dans la collection de poche « Bibliothèque québécoise » en 1989.  
La nouvelle Le Torrent a été adaptée au cinéma par le cinéaste Simon Lavoie. Le film est sorti en salle le 26 octobre 2012.

## Résumé de la nouvelleLe Torrent
Depuis sa naissance, François Perreault vit sous l'emprise tyrannique de sa mère qui s'est réfugiée sur une ferme isolée, entourée par la forêt, pour racheter la grossesse coupable dont il est le fruit. Pour cette femme rejetée par son village, le rachat ne peut être réel que si son enfant devient prêtre. François est donc soumis dès son plus jeune âge à une discipline de fer contre laquelle il se rebelle quand, à dix-sept ans, il refuse d'entrer au séminaire. En frappant son fils à la tête avec un trousseau de clefs pour le punir de sa désobéissance, la mère rend François définitivement sourd, mais lui donne accès ainsi à l'esprit du domaine : le monde sauvage qui est tout autour de la ferme et dont le centre devient, pour le jeune sourd, un torrent, voisin de la maison familiale.  Malgré son handicap, François perçoit en effet la vibration tumultueuse du torrent et l'associe au sang grondant dans ses propres veines, expression de sa colère et de sa haine qui le conduiront au matricide. Un jour, dans ce qui sera considéré comme un accident, Claudine Perreault est piétinée à mort par Perceval, le cheval indomptable que François admire tant parce qu'il a toujours résisté aux tentatives de dressage de sa mère.
Enfin libéré du joug maternel, François rencontre par hasard, non loin de chez lui, Amica, une jeune femme qu'il décide d'acheter. La relation, qui lui est d'abord bénéfique grâce à la découverte des jeux de l'amour, s'envenime quand le jeune homme croit Amica investie d'une possible duplicité. Or il reconnaît bientôt dans sa propre attitude, faite de défiance et de suspicion, l'héritage psychologique que lui a légué sa mère. Bien que cette dernière soit morte depuis longtemps, François constate, atterré, le champ de la dévastation dont sa mère et son éducation rigoriste sont responsables et qui l'empêchent, lui, d'aimer librement et sans calcul.

## Liste des nouvelles du recueil définitif
- Le Torrent
- L'Ange de Dominique
- La Robe corail
- Le Printemps de Catherine
- La Maison de l'esplanade
- Un grand mariage
- La Mort de Stella

## Adaptation cinématographique
- 2012 : Le Torrent, film québécois réalisé par Simon Lavoie